# Maritza Ruíz de Vielman
Gladys Maritza Ruíz Sánchez de Vielman (nacida el 30 de agosto de 1945)  es una abogada, diplomática y política guatemalteca, ha sido embajadora de Guatemala en el Reino Unido, Estados Unidos y en los Países Bajos. También se desempeñó como Ministra de Relaciones Exteriores de Guatemala entre 1994 y 1995, fue la primera mujer en ocupar dicho cargo.

## Educación
Ruiz de Vielman obtuvo una licenciatura en derecho en la Universidad Rafael Landívar en 1973, allí se especializó en derecho internacional, comercial y de familia.  Después, estudió en países del extranjero en Estados Unidos, Brasil y Francia. Además de su lengua materna, el español, también habla inglés, portugués y francés.

## Carrera

### Abogada y notaria
Después de graduarse de la facultad de derecho, Ruiz de Vielman abrió su propio bufete de abogados en el que comenzó a trabajar. Los clientes más frecuentes de su firma eran del gobierno guatemalteco y del sector privado. Ha trabajado como abogada en representación de varios otros países latinoamericanos en audiencias ante la Organización Mundial del Comercio sobre disputas comerciales.

### Carrera política
En el año de 1994 fue nombrada por Ramiro De León Carpio para ocupar el cargo de Ministra de Relaciones Exteriores, dejó el cargo en 1995.
En las elecciones de 2003 participó como candidata a la vicepresidencia de Guatemala por el partido Desarrollo Integral Auténtico junto a Eduardo Suger como candidato a presidente de Guatemala.

### Carrera diplomática
La carrera diplomática de Ruiz de Vielman comenzó en 1986. Se ha desempeñado como representante permanente de Guatemala ante la Organización Internacional del Café, la Organización Internacional del Azúcar y la Organización Marítima Internacional . En la actualidad está acreditada por la Corte Internacional de Justicia, para representar a Guatemala en el diferendo territorial, insular y marítimo contra Belice.
Ruiz de Vielman se desempeñó como Embajadora de Guatemala en el Reino Unido entre los años 2000 a 2003. Luego fue designada, para representar a Guatemala como Embajadora del país en los Estados Unidos de 2016 a 2017. Su designación, que se produjo después de que el cargo estuvo vacante durante más de seis meses, se convirtió en la primera mujer en representar a Guatemala en los Estados Unidos en los 167 años de relaciones diplomáticas entre los dos países. Después de su tiempo en los Estados Unidos, fue nombrada Embajadora de Guatemala ante el Reino de los Países Bajos.